# Nevinnomyssk
Nevinnomyssk (Russisch: Невинномысск) is een stad in de kraj Stavropol in het zuiden van Rusland. De enige enkele industriestad in Stavropol. Sinds 22 December 2017 - het gebied van geavanceerde sociaal-economische ontwikkeling.
De stad ligt op beide oevers van de rivier Koeban, op het punt waar deze samenvloeit met Bolsjoi Zelentsjoek, ongeveer 54 kilometer ten zuiden van Stavropol.

## Bevolkingsontwikkeling
| 1959   | 1973   | 1989    | 2002    |
| ------ | ------ | ------- | ------- |
| 40.000 | 92.000 | 121.355 | 132.141 |

## Geschiedenis
Nevinnomyssk is in 1825 als een nederzetting dicht bij een kleine burcht. De plaats verkreeg stadsrechten in 1939.

Nevinnomyssk is tevens een stedelijk district

## Geboren
- Oleg Skripotsjka (1969), kosmonaut
- Jelena Berezjnaja (1977), kunstschaatsster
- Natallja Michnevitsj (1982), Wit-Russisch kogelstootster

## Trivia
Op 14 december 2019 zetten inwoners van de stad op de brug een wereldrecord voor "het grootste aantal mensen dat tegelijkertijd in de bar van de wereld staat". Binnen 1 minuut in plank waren er 4573 mensen.